# Antonio Drove Fernández-Shaw
Antonio Drove Fernández-Shaw  (Madrid, 1 de novembre de 1942 - París, 24 de setembre de 2005) va ser un director de cinema i guionista espanyol.

## Biografia
Fill del català Antonio Drove Costa, i d'Elena Shaw Schneider, va començar estudis d'Enginyeria Industrial, però els va abandonar per a dedicar-se al cinema, matriculant-se a l'Escola Oficial de Cinema. Va formar part de l'Escola de Argüelles, al costat de Luis Revenga, Antonio Franco, José María Carreño, Miguel Marías i Manolo Marinero, que es reunien a la fi dels anys 1960 en la cafeteria La Verdad, i als cinemes d'aquest barri. L'escriptor Antonio Martínez Sarrión el va definir així: "El funàmbul, l'il·lusionista, el Fregoli del grup era Drove, personificació i senyal del noble i antic art d'inventar entreteniment". Sentia veneració per John Ford i Nicholas Ray.
Va escriure també en la revista Nuestro Cine i a El Mundo. Va realitzar, així mateix, un documental sobre Luis Buñuel. El seu primer treball, La caza de brujas (1967), va estar prohibida per la censura durant 11 anys. També ha treballat per a televisió, on ha fet episodis de sèries emblemàtiques com Curro Jiménez o La huella del crimen.

## Filmografia com a director
- La primera comunión (1966)
- La caza de brujas (1967)
- Tocata y fuga de Lolita (1974)
- Mi mujer es muy decente, dentro de lo que cabe (1975)
- Nosotros que fuimos tan felices (1976)
- La verdad sobre el caso Savolta (1980)
- El túnel (1988)

### Televisió
- Los pintores del Prado (1974)
- Curro Jiménez (3 episodis en 1977)
- Eurocops (2 episodis en 1989 i 1990)
- La huella del crimen 2: El crimen de Don Benito (1991)
- Crónicas del mal: Su juguete favorito (1992)

## Llibres
- Tiempo de vivir, tiempo de revivir: Conversaciones con Douglas Sirk

## Premis
Medalles del Cercle d'Escriptors Cinematogràfics
| Any  | Categoria           | Pel·lícula                         | Resultat  |
| ---- | ------------------- | ---------------------------------- | --------- |
| 1969 | Millor curtmetratge | ¿Qué se puede hacer con una chica? | Guanyador |
| 1974 | Millor guió         | Hay que matar a B.                 | Guanyador |
| 1974 | Premi revelació     | Tocata y fuga de Lolita            | Guanyador |